# 独角兽与年轻女子
《独角兽与年轻女子》是拉斐尔的一幅画作，艺术史学家认为这幅画的年代是1505-1506 年。现藏于罗马博尔盖塞美术馆。这原是一幅木板油画，在1934年修复时转移到布面。正是在此过程中，在上面覆盖的油彩下面，露出了独角兽，并去除了 17 世纪中叶一位不知名画家添加的轮子、斗篷和棕榈叶。